# Taormina (Schiff)
Die Taormina war ein 1908 in Dienst gestellter italienischer Transatlantik-Passagierdampfer, der nacheinander drei Reedereien gehörte und zwischen Italien und den Vereinigten Staaten verkehrte. 1923 wurde das Schiff außer Dienst gestellt und sechs Jahre später verschrottet.

## Das Schiff
Das 8.298 BRT große Dampfschiff Taormina wurde im Meadowside-Dock der Werft D. & W. Henderson & Company in Glasgow für die italienische Reederei Italia Società di Navigazione a Vapore (genannt Italian Line) gebaut und lief am 15. Februar 1908 vom Stapel. Das 147 Meter lange Passagier- und Frachtschiff, das nach der Stadt Taormina auf Sizilien benannt wurde, wurde für den Passagierverkehr von Italien in die USA gebaut. Die Taormina hatte zwei Masten, einen einzelnen Schiffsschornstein, eine Stahlhülle und zwei Propeller und war für eine Reisegeschwindigkeit von 16 Knoten ausgelegt. Die Passagierunterkünfte waren für 60 Reisende in der Ersten, 120 in der Zweiten und 2.500 in der Dritten Klasse vorgesehen.

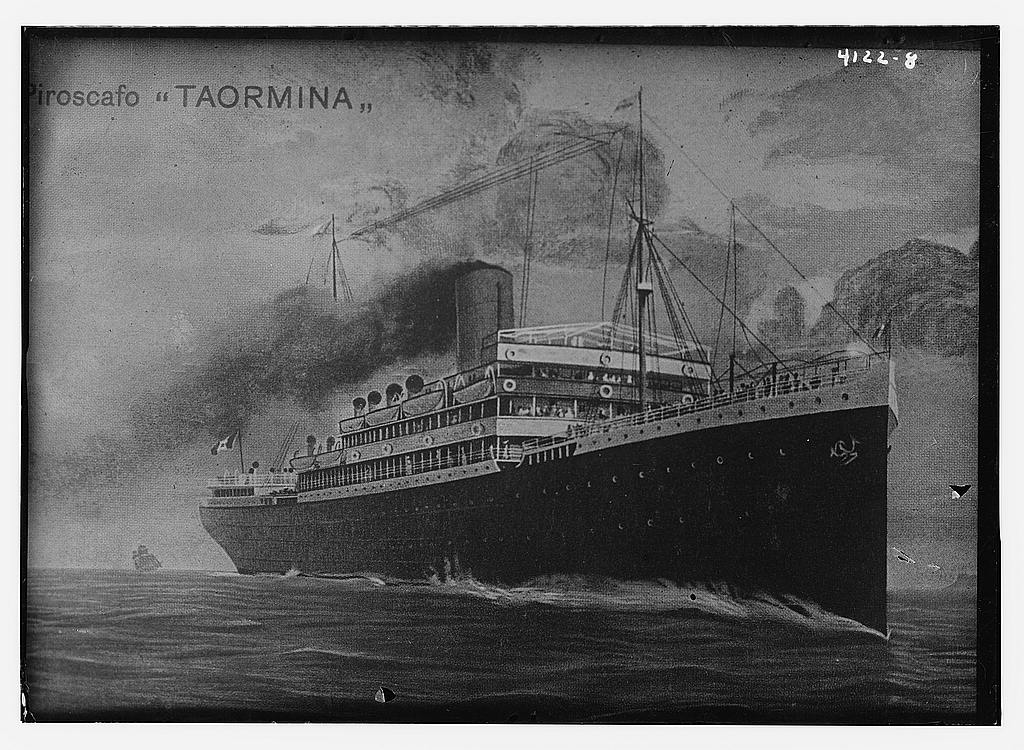
Postkarte, ca. 1915.

Sie hatte zwei Schwesterschiffe, die ebenfalls 1908 in Dienst gestellt und die beide während des Ersten Weltkriegs im Mittelmeer von deutschen U-Booten versenkt wurden: Die Verona (8.261 BRT), die am 11. Mai 1918 im Dienst als Truppentransporter versenkt wurde (880 Tote) und die Ancona (8.188 BRT), die am 8. November 1915 mit dem Verlust von 208 zivilen Passagieren und Besatzungsmitgliedern versenkt wurde.
Nach der Fertigstellung im Mai 1908 lief die Taormina am 3. September 1908  in Genua zu ihrer Jungfernfahrt über Neapel nach New York und Philadelphia aus. Ab 1909 konnten in der Ersten Klasse 120 Passagiere befördert werden und ab 1910 waren es 60 in der Ersten und 120 in der Zweiten Klasse. Am 16. Dezember 1911 legte der Dampfer zu seiner letzten Fahrt nach New York und Philadelphia ab. Im darauf folgenden Jahr wurde die Taormina von der 1904 gegründeten Reederei Lloyd Italiano übernommen und auf der Route von Genua über Neapel nach New York gesetzt. Als der Lloyd Italiano 1918 von der Navigazione Generale Italiana übernommen wurde, wechselte die Taormina ein drittes Mal ihren Betreiber. Für diese Reederei dampfte sie ab 1919 von Genua über Marseille nach New York.
Im Sommer 1918 wurde sie von den USA für eine einmalige Überfahrt als Truppentransporter gechartert. Am 26. Juli 1918 lief die Taormina mit 2680 Soldaten und Offizieren an Bord in Begleitung der US-Transportschiffe Finland und Kroonland nach Frankreich aus. Der Geleitzug schloss sich mit den Navy-Transportern Pocahontas und Susquehanna und den italienischen Dampfern Duca d'Aosta und Caserta zusammen, die aus Newport News kamen. Die amerikanischen Kreuzer Colorado und Huntington sowie die Zerstörer Rathburne und Colhoun eskortieren den Konvoi. Am 7. August 1918 traf er in Brest ein und am 20. August war Taormina zurück in New York City.
Am 8. August 1923 lief sie zu ihrer letzten Fahrt von Genua über Neapel nach New York aus. Danach wurde sie aufgelegt und nur 1927 noch einmal für eine einmalige Überfahrt reaktiviert. Am 27. Juli 1929 traf die Taormina in Savona zum Verschrotten ein.